# Skyward Express
Skyward Express ist eine kenianische Fluggesellschaft mit Sitz in Nairobi, die 2010 als Skyward International Aviation gegründet wurde.

## Flugziele
Skyward Express bietet ab Nairobi Linienflüge zu diversen Zielen innerhalb Kenias an.

## Flotte

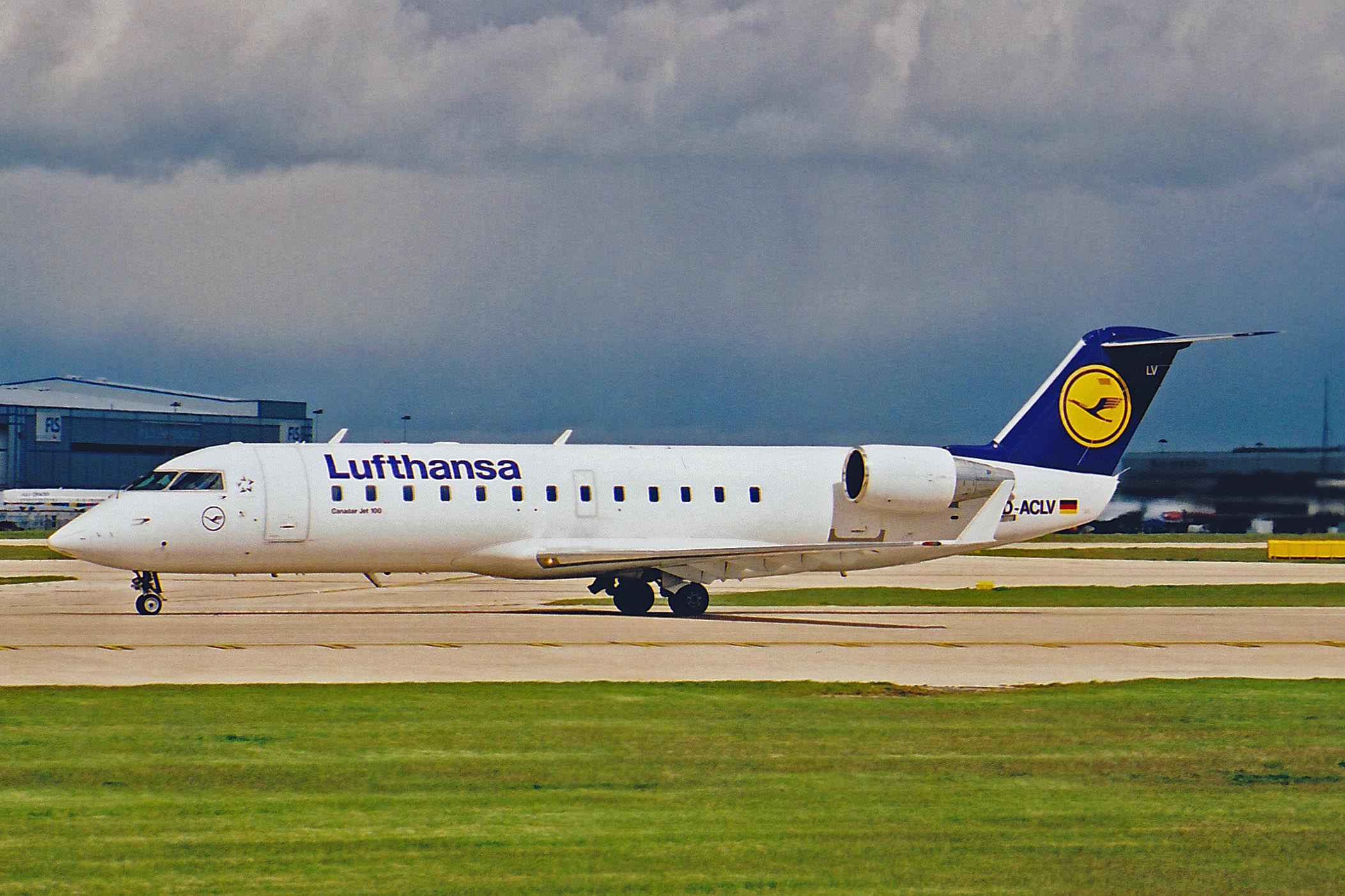
Die Bombardier CR100 (5Y-JLH) noch in der Bemalung des vormaligen Besitzers Lufthansa CityLine.

### Aktuelle Flotte
Mit Stand Januar 2023 besteht die Flotte der Skyward Express aus sieben Flugzeugen mit einem Durchschnittsalter von 32,3 Jahren:
- 1 De Havilland DHC-8-100
- 1 De Havilland DHC-8-300
- 5 Fokker 50 (eine betrieben für  Som Express Airways)

### Zuvor eingesetzte Flugzeuge
Darüber hinaus setzte die Skyward Express in der Vergangenheit noch folgende Flugzeugtypen ein:
- Bombardier CRJ200
- Fokker 100

## Zwischenfälle

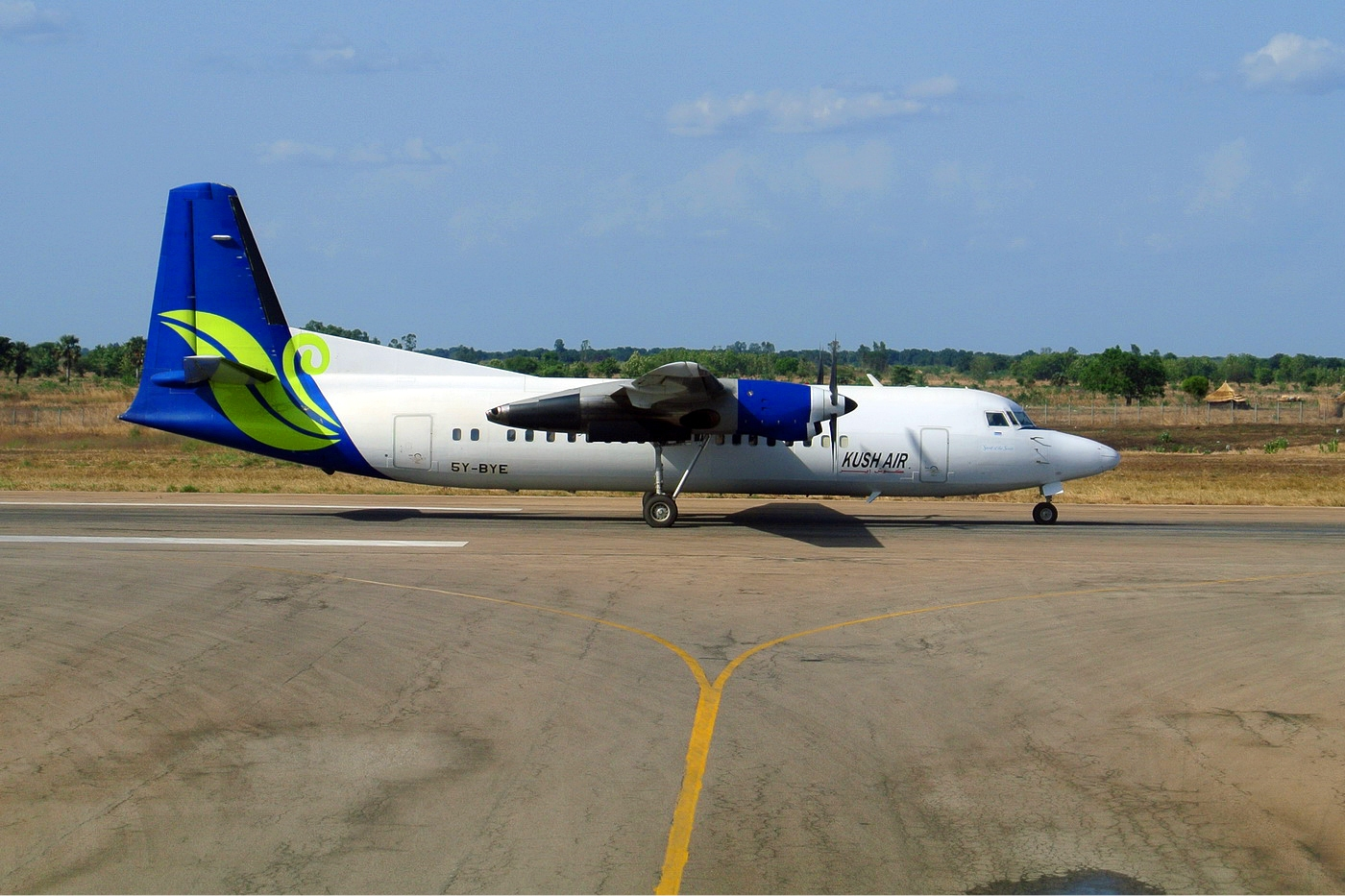
Die am 6. September 2014 verunglückte Fokker 50 (Kennzeichen 5Y-BYE)

Die Gesellschaft verzeichnete in ihrer Geschichte mehrere Zwischenfälle, davon einen mit Todesfolgen:
- Am 15. November 2012 verunglückte eine Fokker 50 (Kennzeichen 5Y-CAN) mit 57 Personen an Bord bei der Landung. Der Charterflug flog Flüchtlinge im Auftrag der Internationalen Organisation für Migration von Khartum nach Aweil, wobei einige beim Zwischenfall verletzt wurden.[5] Das Flugzeug musste abgeschrieben werden.[6]

- Am 2. Juli 2014 kollidierte eine Fokker 50 (Kennzeichen 5Y-CET) mit vier Personen an Bord unmittelbar nach dem Start in Nairobi mit einem Gebäude. Gemäß dem Flugschreiber halbierte sich die Drehzahl eines Motors und die Flugunfalluntersuchung ergab, dass die Fokker um 500 kg überladen war. Niemand überlebte den Unfall.[7]

- Am 6. September 2014 verunglückte eine Fokker 50 (Kennzeichen 5Y-BYE) mit 24 Personen an Bord bei der Landung am Flughafen Gaalkacyo. Der Flug wurde durchgeführt durch die Jubba Airways aus Somalia. Die Fokker kam von der Landebahn ab und rutschte über eine Böschung in die Flughafenumzäunung. Das rechte Fahrwerk klappte zusammen und die Tragfläche wurde zum Teil beschädigt.[8][9]

- Seit einem Vogelschlag am 4. Januar 2015 wird die betroffene Fokker 50 (Kennzeichen 5Y-SIN) nicht mehr eingesetzt.[10][11]